# 隆再·皮吉
隆再·皮吉（1944年4月5日—2014年5月17日）生于老挝阿速坡，老挝军事将领、政治家，老挝人民军中将，原老挝人民革命党中央政治局委员。

## 生平
2002年4月9日，老挝新一届政府组成，隆再·皮吉任国防部部长。2002年12月19日，中国人民解放军成都军区司令员王建民中将在成都锦江宾馆会见并宴请老挝国防部部长隆再·皮吉少将一行。
2006年6月组成的新一届老挝政府中，隆再·皮吉担任副总理兼国防部部长。2007年3月20日，中国国务院总理温家宝在北京会见了老挝人民革命党中央政治局委员、政府副总理兼国防部部长隆再·皮吉。
2011年6月组成的新一届老挝政府，共设有21个部门（18个部和3个直属机构），其中隆再·皮吉再次担任副总理兼国防部部长。2011年10月30日，中国国务委员兼国防部部长、国家边海防委员会主任梁光烈在北京与来华出席“中老缅泰湄公河流域执法安全合作会议”的老挝政府副总理兼国防部部长隆再·皮吉会谈。双方就中老两国两军关系以及湄公河流域安全合作等等问题交换意见。2013年7月2日，中国国务委员兼国防部部长常万全上将在北京与老挝副总理兼国防部长隆再·皮吉中将举行会谈。
2014年5月17日，包括隆再·皮吉中将（老挝人民革命党中央政治局委员、政府副总理兼国防部部长）等老挝高级政府官员乘飞机从老挝首都万象起飞，到川圹省参加庆祝老挝人民军第二师成立55周年的活动，但飞机在当天早上坠毁，老挝国防部部长隆再·皮吉及其夫人、老挝公安部部长通班·显阿蓬、老挝人民革命党中央宣传部部长征·宋本坎、万象市市长苏甘·马哈拉等人遇难。